# Дејан Поповић Јекић
Драгомир Поповић Јекић (1. новембар 1881, Крушевац — 15. март 1913, Охрид), познат као војвода Дејан, је био српски хемичар и четнички војвода.
Поред тога што је као млад боловао од туберкулозе, ступио је, и поред противљења родитеља, у четнике, напустивши универзитетску каријеру асистента хемије на београдском универзитету, као и посао директора фабрике шибица. Четовао је по Козјаку и Бабуни. Завршио је студије хемије на универзитетима у Немачкој, Енглеској и Швајцарској. У време Младотурске револуције и Анексионе кризе 1908. године, се са осталим четницима из Србије повукао у Србију.
Током Првог балканског рата 1912. године нашао се на лечењу у Швајцарској. Одмах после објаве рата дошао је у Србију. Сакупио је чету од 100 добровољаца и ушао у састав четничког одреда војводе Војина Поповића познатијег као војвода Вук. У Кумановској бици је теже рањен, и његово слабо здравље почело је нагло да се погоршава. Умро је 1913. године у ослобођеном Охриду, а место асистента хемије на Београдском Универзитету остало је упражњено.